# Villette (romanzo)
Villette (Villette), pubblicato in Italia anche con i titoli Collegio femminile, L'angelo della tempesta, Miss Lucy, è l'ultimo romanzo di Charlotte Brontë, pubblicato nel 1853.

## Trama
Dopo un disastro familiare non specificato, la timida Lucy Snowe, orfana e povera, si trasferisce dall'Inghilterra nella città fittizia di Villette, ricalcata su Bruxelles, per insegnare in un collegio femminile belga. La direttrice è l'autoritaria Madame Beck, e vi insegna il professore di letteratura, Monsieur Paul Emanuel, dal carattere deciso e irascibile. L'acuta trattazione della psicologia di Lucy, attraverso l'uso del doppio, riesce a trasmettere le emozioni di una donna trovatasi a ricominciare la propria vita daccapo, in un ambiente estraneo. La sua forza le permette di adattarsi. Ma Lucy non coronerà il sogno di sposarsi, come sembra alludere l'autrice nel finale.
Charlotte Brönte insegnò realmente in una scuola belga: il libro presenta molte somiglianze col suo primo romanzo Il professore.

## Edizioni
- (EN) Villette, New York, Thomas Y. Crowell & Company, [dopo il 1876]. URL consultato il 3 aprile 2015.
- Collegio femminile (2 voll.), Biblioteca Universale Rizzoli, Milano, Rizzoli, 1962.
- Miss Lucy, a cura di Valentina Bianconcini, Bologna, Capitol, 1962.
- Villette, traduzione di S. Caltabellota, a cura di A. Anedda, Collana Le porte n.19, Roma, Fazi, 1996, ISBN 978-88-8112-013-0. Collana Le Strade n.227, Fazi, 2013, ISBN 978-88-762-5304-1.
- L'angelo della tempesta (Villette), traduzione di e postfazione di Lucio Angelini, Collana Oscar Classici, Milano, Mondadori, 2016, ISBN 978-88-04-66049-1. [condotta sull'edizione Word's Classics, 1990 - I ed. Collana I Classici Classici n.54, Frassinelli, Milano, 1997, ISBN 88-7684-471-6]
- Villette, traduzione di Marcella Hannau Pavolini, Collana I MiniMammut n.138, Roma, Newton Compton, 2016, ISBN 978-88-541-8731-3.